# Jasper Stuyven
Jasper Stuyven (født 17. april 1992 i Leuven) er en professionel cykelrytter fra Belgien, der er på kontrakt hos World Tour-holdet Lidl-Trek.